# Hugh Callingham Wheeler
Hugh Callingham Wheeler (19. března 1912, Londýn, Anglie – 26. července 1987, Pittsfield, Massachusetts) byl americký spisovatel, dramatik, scenárista a libretista. Pod pseudonymy Q. Patrick, Patrick Quentin nebo Jonathan Stagge je spoluautorem a autorem mnoha detektivních románů.

## Život
Roku 1933 ukončil s vyznamenáním Londýnskou univerzitu a rok poté se, pravděpodobně na pozvání svého přítele Richarda Wilsona Webba, odstěhoval do USA. Roku 1936 společně s ním vydal první z románů s hlavním hrdinou detektivem Peterem Duluthem A Puzzle for Fools (Záhada pro blázny), čímž oba zahájili svou dlouholetou spolupráci, jejímž výsledkem byla celá řada knih, napsaných pod pseudonymy Q. Patrick, Patrick Quentin a Jonathan Stage. Jejich první romány mají charakter tradiční britské detektivky, pak začínají být příběhy realističtější a více psychologicky propracované. Odehrávají se obvykle v komorním rodinném prostředí, poznamenaném vzájemnou podezíravostí nejbližších lidí.
Roku 1942 získal Wheeler americké státní občanství. V roce 1946 se usadil se svým přítelem v domě v Monterey v Massachusetts a existuje domněnka, že spolu žili v mileneckém vztahu. Když Webb přestal ze zdravotních důvodů na počátku 50. let psát, pokračoval Wheeler v psaní pod zavedenými pseudonymy sám a knihy vydané od roku 1952 jsou již jen jeho dílem..
V druhé polovině 60. let se Wheeler jako prozaik odmlčel. Začal se věnovat divadlu a již pod svým jménem psal divadelní hry, libreta k muzikálům a scénáře. Zemřel po dlouhé nemoci v Berkshire Medical Center v Pittsfieldu. Za svou divadelní i prozaickou tvorbu obdržel řadu ocenění.

## Dílo

### Divadelní hry
- Big Fish, Little Fish (1961), komedie
- Look, We've Come Through (1961)
- We Have Always Lived in the Castle (1966, Vždy jsme žili na zámku), adaptace románu Shirley Jacksonové.

### Muzikálová libreta
- Irene (1973), nové libreto k muzikálu Harryho Tierneyho z roku 1919.
- A Little Night Music (1973, Malá noční hudba), libreto k muzikálu Stephena Sondheima.
- Candide 1974), nové libreto k původní operetě Leonarda Bernsteina z roku 1956.
- Truckload (1975), libreto k muzikálu Louise St. Louise.
- Sweeney Todd: The Demon Barber of Fleet Street (1979, Sweeney Todd: Ďábelský holič z Fleet Street), libreto k muzikálu Stephena Sondheima.
- Silverlake (1980, Stříbrné jezero), anglické libreto k německému muzikálu Kurta Weilla.
- The Little Prince and the Aviator (1982, Malý princ a pilot), libreto k muzikálu Johna Barryho.
- Meet Me in St. Louis (1989, Setkáme se v St. Louis), libreto k muzikálu Hugha Martina a Ralpha Blaneho podle stejnojmenného filmu z roku 1944.

### Scénáře
- Le couteau dans la plaie (1962, Nůž v ráně), spoluautor scénáře francouzsko-italského filmu, režie Anatole Litvak.
- Something for Everyone (1970, Pro každého něco), americký film, režie Harold Prince.
- Big Fish, Little Fish (1971, americký televizní film, režie Daniel Petrie.
- Travels with My Aunt (1972, S tetou na cestách), americký film podle románu Graham Greena, režie George Cukor.
- A Little Night Music (1978, Malá noční hudba), americký filmový muzikál, režie Harold Prince.
- Nijinsky (1980, Nižinský), americký film o ruském tanečníkovi Vaslavovi Nižinském, režie Herbert Ross.

## Filmové adaptace
Tato část neobsahuje adaptace detektivních příběhů napsaných pod pseudonymem Patrick Quentin. Ty je možno najít v tomto článku.
- Sweeney Todd: The Demon Barber of Fleet Street (1982, Sweeney Todd: Ďábelský holič z Fleet Street), americký televizní film (muzikál), režie Terry Hughes a Harold Prince.
- Candide (1991), americký filmový muzikál, režie Humphrey Burton.
- Sweeney Todd: The Demon Barber of Fleet Street (2007. Sweeney Todd: Ďábelský holič z Fleet Street), americký filmový muzikál, režie Tim Burton, v hlavní roli Johnny Depp.

## Ocenění
- 1963 – Zvláštní Cena Edgara Allana Poea za sbírku povídek The Ordeal of Mrs. Snow z roku 1961 napsanou pod pseudonymem Patrick Quentin.[4]
- 1973 – Tony Award za libreto k muzikálu A Little Night Music.
- 1974 – Tony Award za libreto k muzikálu Candide.
- 1979 – Tony Award za libreto k muzikálu Sweeney Todd.[5]